# Cecità (romanzo)
(Estratto dal romanzo)
Cecità (titolo originale, in portoghese: Ensaio sobre a Cegueira, letteralmente "Saggio sulla cecità") è un romanzo dello scrittore e premio Nobel per la letteratura portoghese José Saramago, pubblicato nel 1995. In Italia, il titolo è stato tradotto eliminando parte di quello in lingua originale per esigenze editoriali; si è ritenuto infatti che Saggio sulla cecità avrebbe scoraggiato i lettori.
In un romanzo successivo di Saramago, Saggio sulla lucidità, si ritrovano personaggi presenti in Cecità. I fatti raccontati nei due romanzi sono legati, al punto che Saggio sulla lucidità può essere considerato come il "seguito" di Cecità.

## Trama
In una città mai nominata, un automobilista fermo al semaforo si accorge di essere diventato improvvisamente cieco. La sua malattia, però, è peculiare: infatti egli vede tutto bianco. Tornato a casa con l'aiuto di un altro uomo (che ben presto si rivelerà un ladro) racconta l'accaduto a sua moglie. I due si recano da un medico specialista, dove trovano un "vecchio con una benda nera" su un occhio, un "ragazzino strabico", accompagnato da una donna e una "ragazza dagli occhiali scuri".
"Il medico", dopo aver esaminato l'uomo (che, nel seguito della storia, sarà chiamato "il primo cieco"), si accorge di non avere spiegazioni per quella improvvisa cecità. Ben presto, però, la cecità comincia a diffondersi. Il "ladro di automobili", "il medico", la "moglie del primo cieco", sono tutti colpiti dalla strana malattia. La "moglie del medico" sembra l'unica a non essere contagiata. L'epidemia si diffonde in tutta la città e il governo del paese decide, provvisoriamente, di rinchiudere i gruppi di ciechi in vari edifici, allo scopo di evitare il contagio. Ogni giorno le guardie avrebbero fornito il cibo agli internati.
Il medico, la moglie del medico, l'unica dotata della vista e fintasi non vedente per non separarsi dal marito, vengono internati in un ex manicomio dove incontrano il primo cieco e sua moglie, la ragazza dagli occhiali scuri, il ladro di automobili, il vecchio con una benda nera e il ragazzino strabico, tutti colpiti dalla malattia contratta nello studio oculistico. Inizialmente la distribuzione degli alimenti avviene regolarmente, ma ben presto i ciechi si ritrovano abbandonati, perché la cecità si diffonde anche tra i soldati e i politici, fino a colpire tutto il paese (tranne la moglie del medico). All'interno del manicomio, inoltre, un gruppo di ciechi (i "ciechi malvagi") s'impossessa di tutte le razioni di cibo provenienti dall'esterno per poter ricattare gli altri malati e ottenere potere e altri vantaggi, compresi rapporti sessuali con le donne. Proprio durante uno di questi stupri collettivi, la moglie del medico uccide il capo dei ciechi malvagi. Nel tentativo di rendere inoffensivi questi ultimi, un'altra donna dà fuoco ad un mucchio di coperte nella loro camerata, ma il fuoco si diffonde e finisce per avvolgere tutto l'edificio. Molti ciechi muoiono, ma una parte di loro (tra questi, il gruppo della moglie del medico), riesce a uscire all'aria aperta.
All'esterno dell'ex manicomio la moglie del medico vedrà i risultati dell'epidemia. Morti per le strade, la città in totale abbandono, gruppi di ciechi che occupano le case altrui e lottano l'uno contro l'altro per assicurarsi del cibo. Il gruppo della moglie del medico cerca di organizzarsi e di riacquistare la dignità che nella reclusione gli era stata sottratta; tra i membri si instaura amicizia e collaborazione e a loro si unisce un cane randagio, "il cane delle lacrime", attirato dal pianto della donna. Nel finale tutti i ciechi guariscono senza alcuna ragione apparente, proprio come all'inizio della vicenda era sopraggiunta l'epidemia.

## Stile e tematiche
In questa opera, come in altre opere di Saramago, viene utilizzato uno stile che prevede l'assenza di nomi propri per i personaggi, identificati tramite espressioni impersonali (come la ragazza dagli occhiali scuri, il vecchio con la benda e il ragazzino strabico, e così via). I dialoghi non sono introdotti dai due punti, né vengono utilizzate le virgolette. I dialoghi vedono le frasi dei vari partecipanti separate da una virgola, seguita da una parola che inizia con una lettera maiuscola.
(Un esempio di come si svolgono i dialoghi nell'opera)
Il tema fondamentale del romanzo è quello dell'indifferenza, che esplode con il dilagare della cecità, ma che era già presente prima degli avvenimenti in questione.
(La moglie del medico)
Lo stesso scrittore, nel discorso fatto in seguito all'assegnazione del Premio Nobel, ha sottolineato come la società contemporanea sia cieca poiché si è perso il senso di solidarietà fra le persone.
Inoltre, il romanzo indaga a fondo la nostra società e le sue strutture di potere; essendo ambientato in un tempo e un luogo indefiniti, questa vicenda può riguardare chiunque. Durante la reclusione dei malati nel manicomio, infatti, essi si ritrovano in una situazione che ha fatto tabula rasa di tutte le condizioni sociali precedenti, lasciando loro la libertà di una organizzazione nuova e più equa, etica. Il pessimismo antropologico dell'autore, però, non fa sì che gli internati creino una società idillica, ma che attuino invece una regressione, che li porta a vivere in uno stato di natura hobbesiano in cui l'unica legge che conta è quella del più forte, e in cui viene messa in atto una guerra di tutti contro tutti per la sopravvivenza. L'unica organizzazione possibile risulta essere una dittatura di pochi che, tramite la violenza, tengono in scacco la maggior parte dei malati.
Nell'episodio del razionamento del cibo da parte dei ciechi malvagi si può inoltre notare la profonda riflessione dell'autore riguardo al problema della fame nel mondo: i ciechi malvagi infatti tengono gli altri internati in uno stato di fame perenne, accentrando nella loro camerata tutti i cibi che vengono portati dall'esterno e lasciando deperire quelli che per loro sono di troppo: la fame nella struttura non è dunque dovuta ad una mancanza reale di cibo, quanto piuttosto alla brutalità e all'egoismo di chi detiene il potere di distribuirlo.
Infine, fra i personaggi del romanzo non si sviluppa mai una vera solidarietà, che rimane circoscritta alle donne, le quali, in seguito al trauma collettivo dello stupro da parte dei ciechi malvagi, formano un nuovo noi, una comunità che assume una valenza salvifica nella figura della moglie del medico. Nonostante questo sia il personaggio più positivo della vicenda, però, anch'essa si macchia di alcuni crimini legati alla necessità della sopravvivenza, benché, nel suo caso, questi non siano rivolti solo alla sua persona ma al gruppo di cui ha deciso di farsi carico.

## Trasposizioni
Dal romanzo di Saramago è stato tratto il film omonimo per la regia del brasiliano Fernando Meirelles e interpretato, tra gli altri, da Julianne Moore, Mark Ruffalo, Alice Braga e Gael García Bernal. Presentato al Festival Internazionale di Cannes nel 2008, il film è giunto nelle sale statunitensi nell'ottobre dello stesso anno ed è stato distribuito in Italia da Mikado nel 2010 patrocinato dal gruppo FIAT.

## Edizioni
- (PT) José Saramago, Ensaio sobre a Cegueira, Collana O campo da palavra, Lisboa, Caminho, 1995, ISBN 972-21-1021-7.
- Cecità, traduzione di Rita Desti, Collana Supercoralli, Torino, Giulio Einaudi Editore, 1996, ISBN 88-06-14161-9.
- José Saramago, Cecità, collana ET Scrittori n. 511, Torino, Einaudi, 1998,  pp. 315, cap. 17, non numerati, ISBN 978-88-06-17299-2.
- José Saramago, Cecità, in Paolo Collo (a cura di), Romanzi e racconti, 1985-1998, Collana I Meridiani, Milano, Mondadori, 1999,  pp. 1127-2452, ISBN 88-04-46939-0.
- José Saramago, Cecità, traduzione di Rita Desti, Collana Universale Economica Feltrinelli, Milano, Feltrinelli, 2013,  p. 276, ISBN 978-88-07-88157-2.